# جوایز بریت
جایزه بریت (به انگلیسی: The Brit Awards) که بیشتر با نام کوتاه شده بریتز شناخته می‌شود جایزه سالانه موسیقی پاپیولار است که از طرف اتحادیه موسیقی بریتانیا داده می‌شود. نام این جایزه در واقع کوتاه شده واژه «بریتیش» یا «بریتانیا» است. در کنار این جایزه مراسم اهدای جایزه مشابهی برای موسیقی کلاسیک نیز در نظر گرفته شده‌است که به نام جایزه بریت کلاسیک به‌طور سالانه در ماه مه برگزار می‌شود. رابی ویلیامز با بردن مجموعاً دوازده جایزه بریت به عنوان هنرمند تک و پنج جایزه دیگر به همراه گروه تیک دت رکورددار این جایزه محسوب می‌شود.

## موفق‌ترین‌ها

### بریتانیا
| نام گروه                       | تعداد جوایز |
| ------------------------------ | ----------- |
| رابی ویلیامز                   | ۱۷          |
| آنی لنکس                       | ۸           |
| تیک دت                         | ۸           |
| دوا لیپا                       | ۷           |
| اوسیس                          | ۶           |
| کلدپلی                         | ۶           |
| اسپایس گرلز                    | ۵           |
| آرکتیک مانکیز                  | ۵           |
| فیل کالینز                     | ۵           |
| جورج مایکل                     | ۵           |
| فردی مرکوری                    | ۵           |
| التون جان                      | ۴           |
| بیتلز                          | ۴           |
| بلر                            | ۴           |
| دایدو                          | ۴           |
| منیک استریت پریچرز وان دایرکشن | ۴           |
| پول ولر                        | ۴           |

### غیر بریتانیا
| نام گروه       | تعداد جوایز |
| -------------- | ----------- |
| یوتو           | ۷           |
| مایکل جکسون    | ۶           |
| پرینس          | ۵           |
| بیورک          | ۴           |
| امینم          | ۴           |
| آر.ای.ام.      | ۳           |
| اسکیزور سیسترز | ۳           |
| لیدی گاگا      | ۳           |
| کایلی مینوگ    | ۳           |